# Edo (Japan)

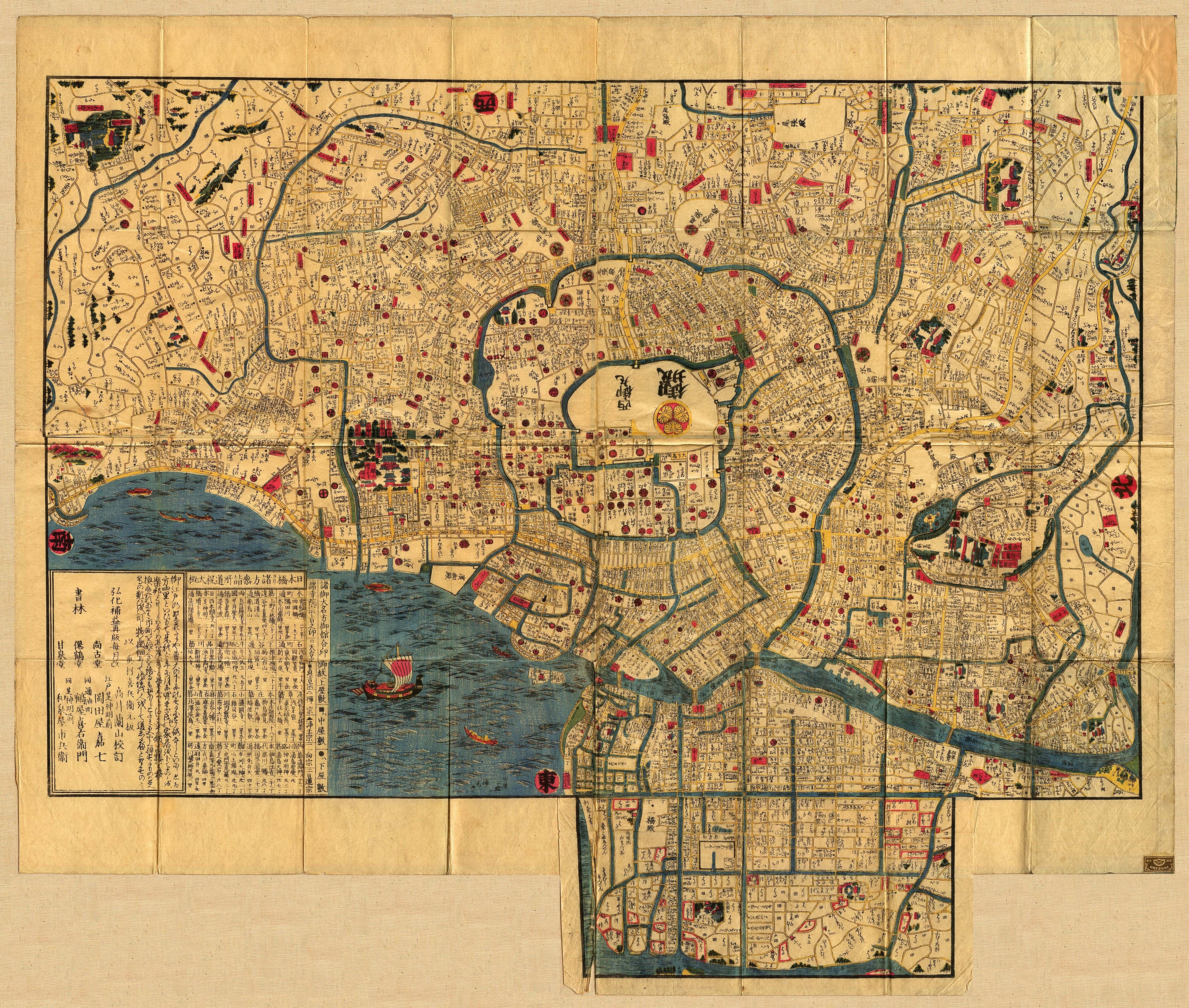
Kaart van Edo, 1844-1848, oosten boven. In de witte vlek in het midden staat Edokasteel, het paleis van de shogun

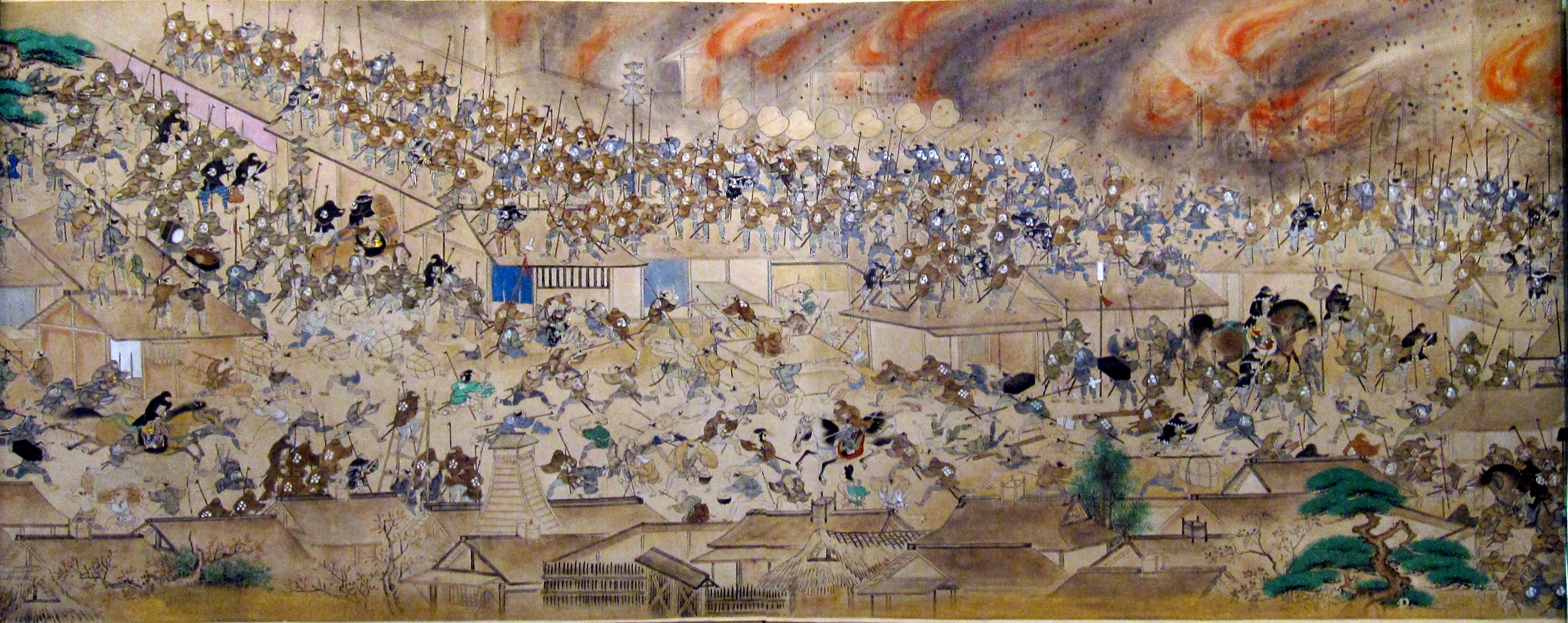
De Mereiki-brand

Edo (Japans: 江戸) was de naam van de huidige Japanse hoofdstad Tokio tot aan de Meiji-restauratie van 1868.
Edo was in 1547 een vissersdorp. De plaats groeide sterk in omvang vanaf begin 17e eeuw. Van 1603 tot 1867 was Edo de zetel van de Tokugawa-shogun, die feitelijk het land bestuurde, terwijl de keizer een machteloos hof had in Kioto. Deze periode heet daarom ook wel de Edoperiode. In 1721 was het veruit de grootste stad in Japan met een geschatte bevolking van 1 miljoen. Als een gevolg van de Meiji-restauratie werd de rol van de keizer versterkt. De nieuwe regering hernoemde Edo in Tokio (東京 of "oostelijke hoofdstad") en het werd de hoofdstad van Japan in 1868 met de verhuizing van de keizer naar Tokio.
Veel bouwmateriaal bestond uit hout en papier. De huizen en andere gebouwen stonden dicht bij elkaar slechts doorsneden met smalle wegen. De stad werd dan ook herhaaldelijk zwaar beschadigd als gevolg van branden. In 1657 werd een groot deel van de stad verwoest door de Grote brand van Meireki, waarbij naar schatting een derde van de bevolking om het leven kwam.